# Компьютерный терминал

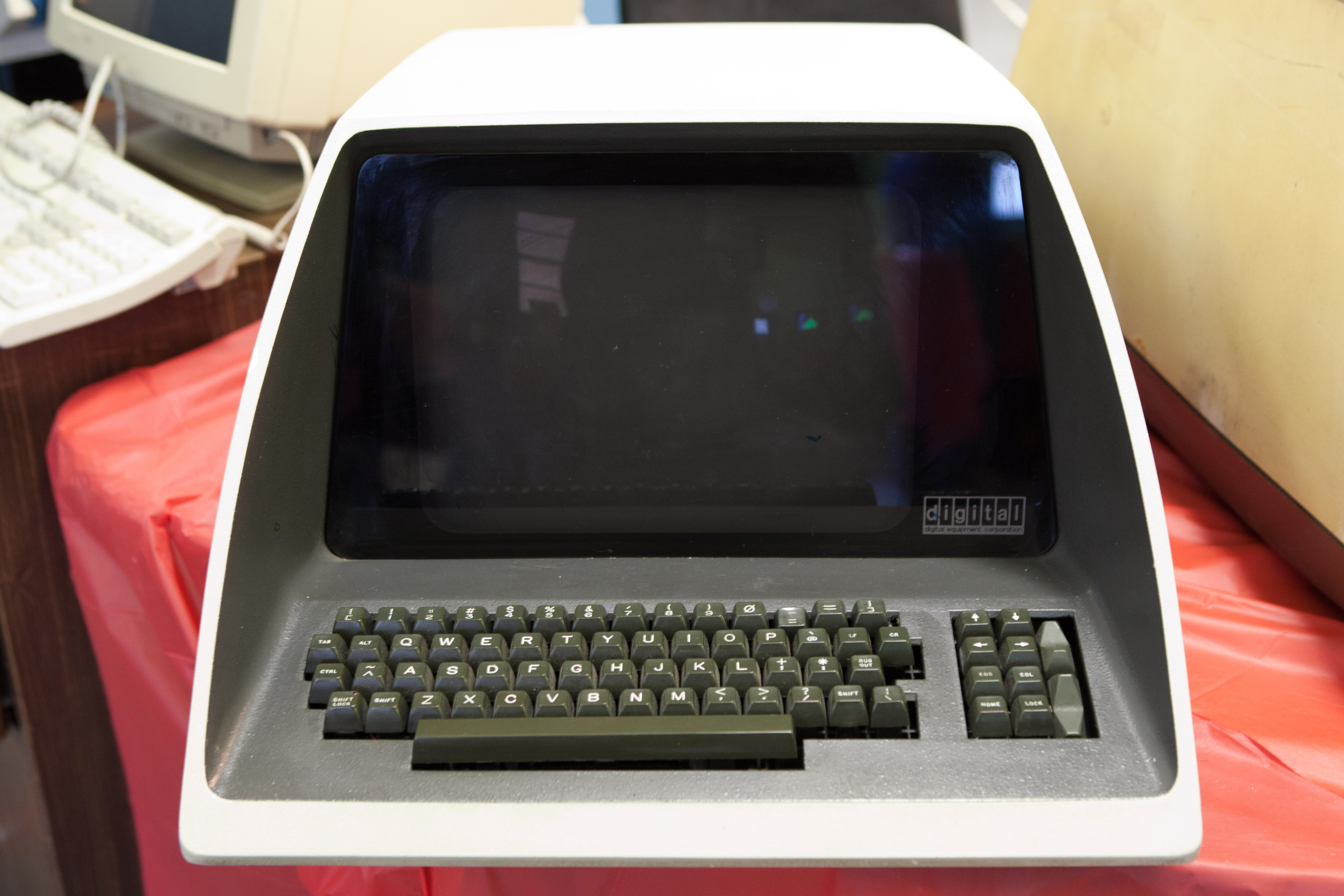
Терминал DEC VT05

Компьютерный термина́л, оконечное устройство (встречаются также названия дисплейная станция, дисплей, дисплей-консоль, консоль оператора, пульт оператора) — устройство, используемое для взаимодействия пользователя (или оператора) с компьютером или компьютерной системой, локальной или удалённой. Могут содержать в себе клавиатуру, дисплей, печатающее устройство, различные виды указательных устройств (световое перо, трекбол и т.д.), устройства для подачи звуковых сигналов (зуммер, звонок), в отдельных случаях дисковый или ленточный накопитель, а также может представлять собой упрощённую микро-ЭВМ для предварительной обработки информации и для выполнения простых задач. Выводимая терминалом информация может быть как текстовой, так и графической.
К одному компьютеру может быть подключено несколько терминалов. Такую вычислительную систему называют многотерминальной. Как правило, для подключения терминала использовался интерфейс RS-232 либо токовая петля, также через устройства сопряжения терминалы могли быть подключены через линии связи. Использование терминалов совместно с системами разделения времени позволяло нескольким пользователям одновременно работать с одной системой, каждый со своего терминала.

## История

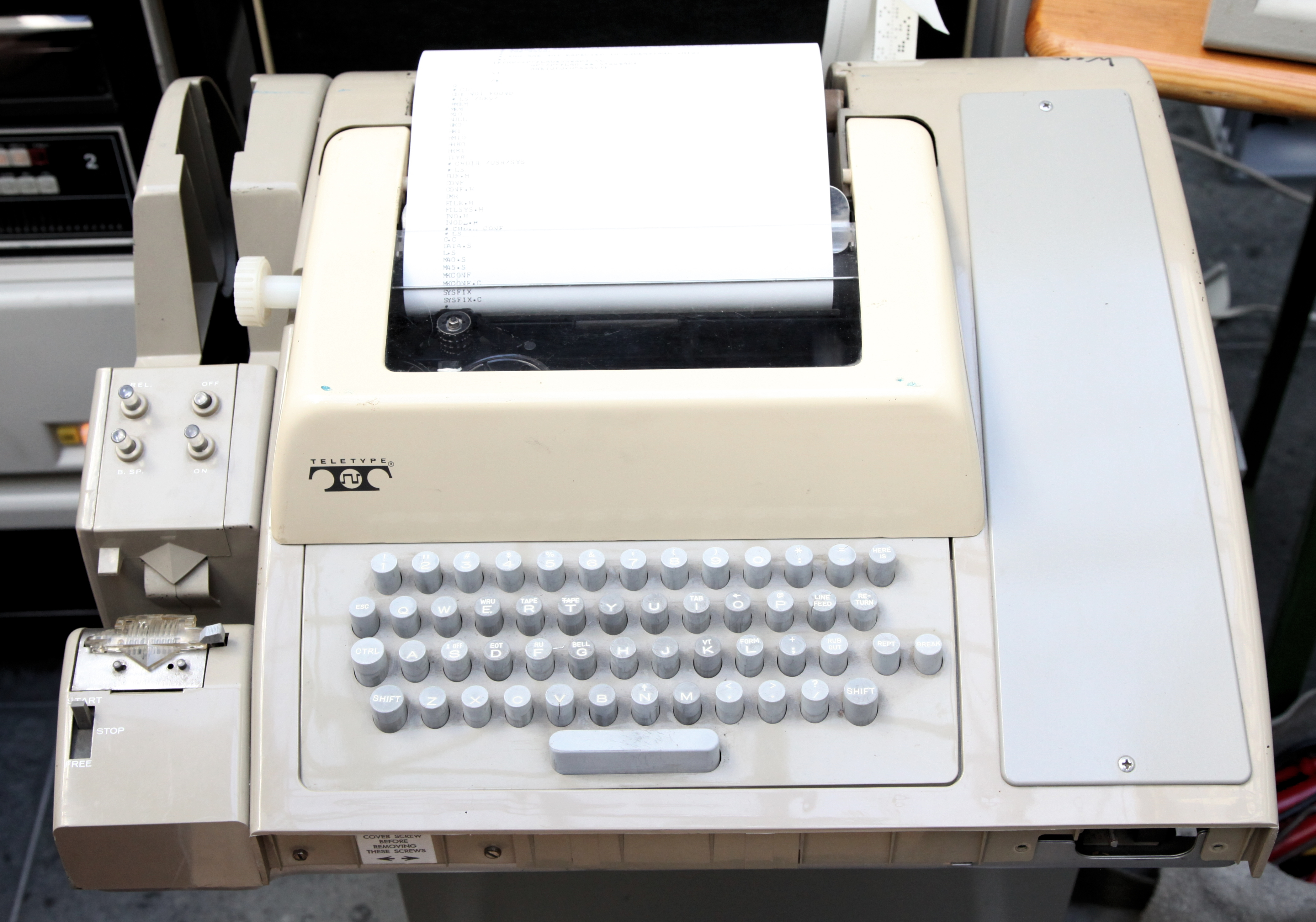
Телетайп ASR 33, использовавшийся как терминал

Изначально в качестве терминалов применялись электромеханические телетайпы, уже использовавшиеся в телеграфии. Позже были разработаны специальные печатающие терминалы, такие, как DECwriter. Но скорость взаимодействия с машиной была ограничена невысокой скоростью печати, и печатная копия для процесса непосредственного общения не была необходимой.
В дальнейшем печатающие терминалы были вытеснены терминалами на основе электронно-лучевой трубки. Первые попытки использования электронно-лучевых трубок для вывода буквенно-цифровой информации предпринимались в 1950-е годы, однако из-за дороговизны и сложности воспринимались как курьёз. Первым массовым ЭЛТ-терминалом стал IBM 2260, выпущенный в 1965 году. Этот терминал использовал собственный протокол обмена данными, однако на рынке была потребность в непосредственной замене телетайпов. Один из примеров — терминал Datapoint 3300, эмулирующий Teletype Model 33 и умеющий выводить 25 строк по 72 символа. Основной проблемой ранних терминалов было хранение отображаемых символов — IBM 2260 использовал для этого капризную и ненадёжную память на линиях задержки, размещённую в отдельном модуле, однако появление полупроводниковой динамической и статической памяти позволило создавать приемлемые по цене «глупые» терминалы. Более поздние терминалы (такие, как VT100) использовали микропроцессор, и фактически представляли собой специализированный микрокомпьютер, предназначенный для взаимодействия между пользователем и «большой» ЭВМ и поддерживающие несколько протоколов связи. Такой терминал назывался интеллектуальным (англ. intelligent terminal), в противовес «глупому» терминалу (англ. dumb terminal), называемому также «терминалом ввода-вывода».
Ранние микрокомпьютеры, такие как Altair 8800, не имели средств для ввода-вывода информации: стандартная комплектация ограничивалась лишь несколькими переключателями и светодиодами на передней панели. При этом полноценный терминал на ЭЛТ мог стоить дороже, чем сам подобный компьютер, что ограничивало применение этих машин для энтузиастов вычислительной техники. Восполнить этот пробел можно было с помощью устройств наподобие TV Typewriter, которые использовали телевизор в качестве устройства вывода. Как правило, такие устройства имели ограниченный набор символов (без заглавных букв), малое разрешение (32 или 40 символов в строке, что также было связано с ограничением полосы пропускания телевизионного сигнала) и не позволяли запоминать больше символов, чем помещалось на экране. Более поздние персональные компьютеры, такие как Apple II уже оснащались встроенным знакогенератором и клавиатурой, что позволяло обходиться без внешних терминалов.
Оболочка X Window System изначально разрабатывалась с возможностью удалённой работы через специализированные X-терминалы. С широким распространением персональных компьютеров популярность специализированных X-терминалов, как и текстовых терминалов, сошла на нет. Вместо этого распространение получили тонкие клиенты.

## Эмуляторы терминала
Многие приложения в архитектуре unix, как с интерфейсом командной строки, так и с интерактивным текстовым интерфейсом были изначально разработаны для работы через терминал. В большинстве современных компьютеров, не использующих специализированные текстовые терминалы, а имеющих собственную видеокарту и контроллер клавиатуры, работа терминала эмулируется средствами операционной системы, позволяя работать с текстовыми приложениями, когда графическую оболочку запустить невозможно или не нужно. При запущенной же графической оболочке возможно использовать специальные приложения — эмуляторы терминала.
Так как терминал является разновидностью телетайпа и терминальные протоколы полностью симметричны, возможно соединение компьютеров в сеть с помощью терминальных подключений. С появлением сети интернет, были разработаны протоколы для удалённого терминального доступа: telnet и его защищённая версия ssh.